# Antoni Coll i Gilabert
Antoni Coll i Gilabert (Ivars d'Urgell, 1943) és un periodista català, director del Diari de Tarragona durant vint anys i actual president de la Fundació Bonanit de Tarragona. El 2003 l'Ajuntament de Tarragona el va nomenar Fill Adoptiu de la Ciutat.
Cursà la carrera de magisteri a Lleida (1960-1963) i de periodisme a la Universitat de Navarra (1963-1966). El 1966 començà l'activitat periodística al Diario de Lérida com a cap de redacció. El 1969 fou redactor de El Noticiero de Saragossa, subdirector el 1972 i director del 1973 al 1977. El 1977 va ser subdirector del Diario de Barcelona. Del 1980 fins al 1982, va ser cap de Nacional d'El Correo Catalán i col·laborador de TVE. El 1982, redactor de La Vanguardia. El 1984 va ser director del Diari de Tarragona fins al 2004.
És Conseller Editorial del Diari de Tarragona. Des de l'inici de la seva etapa en aquest diari no ha deixat d'escriure una secció diària anomenada "La Plumilla". També és impulsor i president del patronat de la Fundació Bonanit des de la seva creació, el 2006. Aquesta entitat té cura dels sense sostre de Tarragona facilitant-los allotjament i menjar.

## Llibres
- Sorpresas para una hoja en blanco. Digital Reasons, Madrid, 2023.
- El campanar d'Ivars. Records i reflexions d'un periodista del Pla d'Urgell. Pagès Editors, Lérida, 2018
- Cuando veáis que la Luna os sonríe. Arola Editors, Tarragona, 2016
- Els 25 anys de La Plumilla. Ed. Escua, Barcelona, 2014
- El guía de Saint Paul. Una ciudad, un templo, un cuadro. Ed. Milenio, Lérida, 2013
- Sis setmanes. L'adéu de Tarradellas i l'arribada de Pujol en la memòria d'un periodista. Ed. Escua, Barcelona, 2012
- Mis seis diarios. Memoria de cuarenta años de periodismo. Ed. Milenio, Lérida, 2011
- Los cinco padres de Europa. La aventura de la unidad europea. Ed. Milenio, Lérida, 2008
- Dios y los periódicos. Planeta Testimonio, Barcelona, 2006
- Com una barca al mig de l'estany. Ed. Proa, Barcelona, 2001
- Memorias involuntàries d'Enric Olivé Martínez. Converses amb A. Coll Gilabert. Arola Editors, Tarragona, 1999
- Memorias de un médico rural. Ediciones Internacionales Universitarias, Barcelona, 1997
- Aviones de papel. Ediciones Internacionales Universitarias, Barcelona, 1996
- Desde mi ventana. Apuntes de Tarragona en La Plumilla. Editorial Promicsa, Tarragona, 1996
- El médico. Ed. Armonía, Barcelona, 1991
- L'illa dels animals. Ed. La Llar del Llibre, Barcelona, 1988
- Así es Juan Pablo II. Ed. Noguer, Barcelona, 1982
- De profesión periodista. Ed. Noguer, Barcelona, 1981
- Recordando a los Kennedy. Talleres Editoriales El Noticiero, Zaragoza, 1972